# إكسوسفير

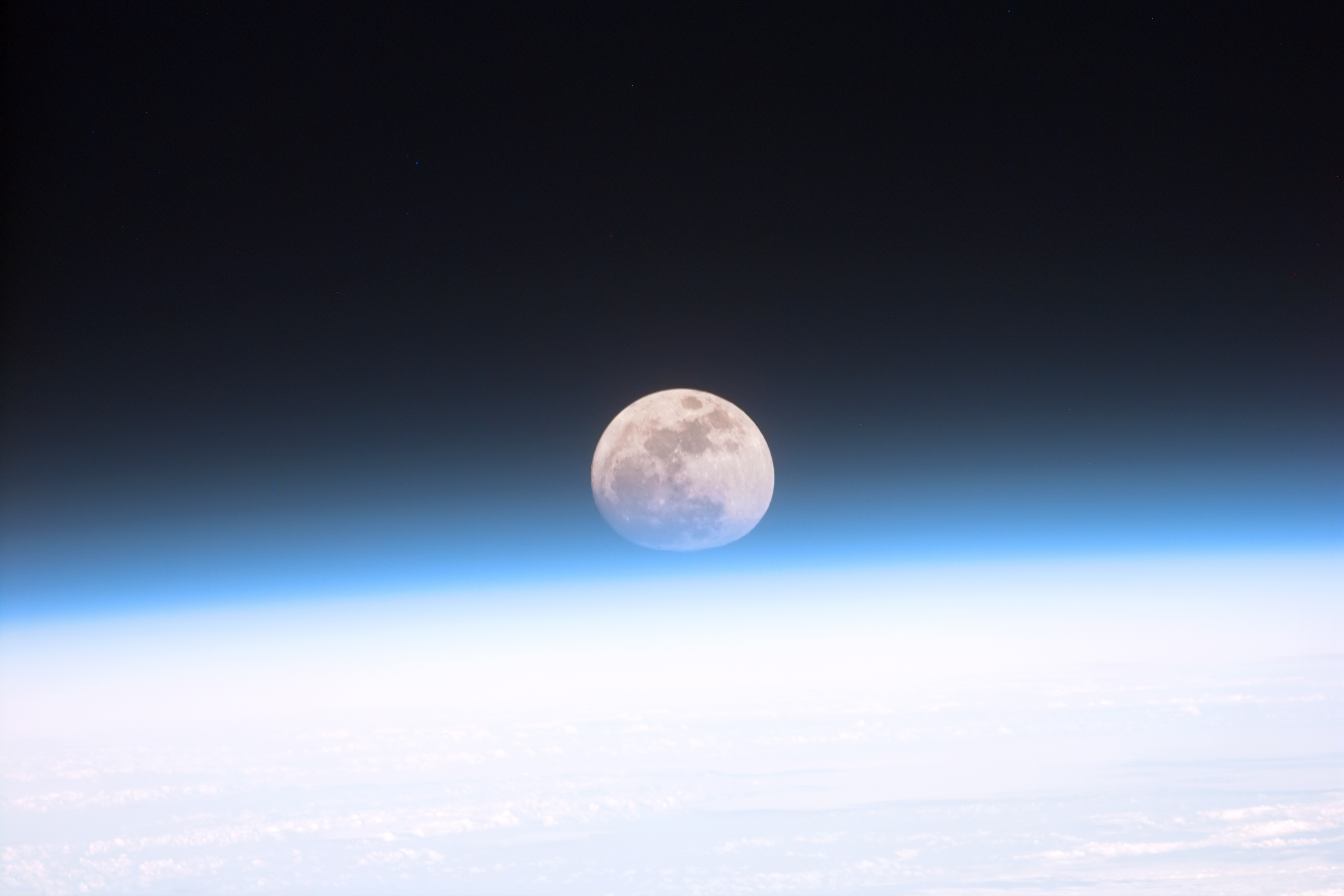
صورة من مكوك ديسكفري للقمر والغلاف الجوي.

طبقات الغلاف الجوي

الغلاف الخارجي أو المتكور الخارجي أو الإكسوسفير (بالإنجليزية: Exosphere)‏ تشكل (الطبقة الأخيرة الخارجية) من الغلاف الجوي، وقد اشتق اسمها من كلمة “Exo” التي تعني خارج. يمتد المتكور الخارجي مرتفعا فوق المتكور الحراري وحتى نهاية الغلاف الجوي عند ارتفاع يناهز مابين 500 كم إلى 1000 كم. وتصبح جزيئات الهواء نادرة الوجود في طبقة إكسوسفير إلى حد إنها تعد غير موجودة، فمثلاً، عند أسفلها من الممكن أن تنطلق ذرة غازية نحو 10 كم قبل أن تصطدم بذرة غازية أخرى. وعادة يعرف العلماء المسافة التي تقطعها الذرات الغازية قبل أن تصطدم مع ذرة أخرى بالممر الحر.

## التركيب
يتركب الغلاف الجوي في المتكور الخارجي من ذرات الهليوم (He) والهيدروجين (H) والأكسجين (O). وبالحقيقة فإن الحد الفاصل بين المتكور الحراري والمتكور الخارجي غير محدد حرارياً كما هو الحال في حدود طبقات الغلاف الجوي الأخرى، لأن درجة الحرارة تظل على حالها كما هي عند حد ثرموبوز، ولذلك يعتمد على اختلاف التركيب الغازي فيهما في تحديد حد ثرموبوز وبداية المتكور الخارجي، وبخاصة عند غياب جزيئات النتروجين (N2) وحلول جزيئات الهيدروجين (H) مكانها.
بالنسبة لدرجة الحرارة في المتكور الخارجي، فإنها تتصرف بشكل مثير، إذ إنها تزيد عن 1000 ْ مئوية عند التعرض لأشعة الشمس مباشرة، وتصل في الظل إلى الصفر المطلق«-273 ْ مئوية».
يعرف الجزء الأسفل من المتكور الخارجي بمستوى الفرار الحرج، حيث يكون الضغط الجوي منخفضاً جداً، وعنده تتمكن ذرات من الهليوم والهيدروجين، لخفة وزنها وسرعة انطلاقها، من الفرار إلى الفضاء الخارجي، عبر حدها الأعلى المعروف بإقليم الحافة أي حافة الغلاف الجوي.